# Черношапочная пуховка
Черношапочная пуховка (лат. Bucco noanamae) — вид птиц из семейства пуховковых. Подвидов не выделяют.

## Распространение
Эндемик Колумбии (ареал близко подходит к границе Панамы, но наблюдения в этой стране пока отсутствуют). Обитают в лесах и на пашнях.

## Описание
Длина тела 18 см. Корона и шея от черноватых до серовато-чёрных. Длинная белая «бровь», переходящая в серый цвет в конце. За глазом широкая чёрная линия. «Плащ» тёмно-коричневый, хвост довольно короткий. На грудке широкий чёрный передник. Нижняя часть нижней стороны тела птицы белая с чёрными отметинами. Клюв чёрный, радужные оболочки красные. Ноги бледно-серые. Неполовозрелые особи не описаны.

### Вокализация
Песня состоит из серии в 20—40 свистков.

## Биология
В рацион входят насекомые.